# 凯蒂·艾伦
凯蒂·艾伦（英語：Katie Allen，1974年2月28日—），澳大利亚女子曲棍球运动员。她曾代表澳大利亚国家队参加2000年和2004年夏季奥林匹克运动会曲棍球比赛，其中2000年奥运会获得一枚金牌。